# Huawei Symantec
Huawei Symantec Technologies Co. Ltd. (en chino, 华为赛门铁克科技有限公司; pinyin, Huáwéi Sàiméntiěkè Kējì Yǒuxiàn Gōngsī) es un desarrollador, fabricante y proveedor de seguridad de red, almacenamiento y soluciones informáticas. Tiene su sede en Chengdu, China. Huawei Symantec es una empresa conjunta entre de Huawei y Symantec.  Huawei posee el 49 % de la empresa, mientras que Symantec posee el 51%.
John W. Thompson, presidente y director ejecutivo de Symantec es el presidente de Huawei Symantec. Ren Zhengfei, el fundador y director general de Huawei, es el director ejecutivo de Huawei Symantec.

## La convergencia tecnológica y de I+D
Huawei Symantec es un titular de más de 300 patentes en almacenamiento y seguridad en la red, y unos 30 de estos fueron aceptados como standares oficiales. Huawei Symantec participa en diversas organizaciones tecnológicas de standarización, además de ocupar los puestos de presidente y vicepresidente. Más del 50% de los empleados se dedican a actividades de I+D con los laboratorios situados en Pekín, Shenzhen, Hangzhou en China, y en la India.

## Historia
- 2000: Huawei inició la I+D en el ámbito de las tecnologías de seguridad; Symantec es un proveedor de antivirus y software de seguridad
- 2004: Huawei inició la I+D en el campo del almacenamiento
- 2005: Symantec adquiere Veritas Software, fabricante de software de gestión de vida de la información
- 2007 (mayo): Huawei y Symantec firman un acuerdo para el establecimiento de una joint venture con el fin de proporcionar soluciones "end-to-end" en el ámbito un convergencia de redes, seguridad, almacenamiento y tecnologías de computación.[8]
- 2008 (febrero): Se crea Huawei Symantec.
- 2012 (marzo): Huawei adquiere el 49% de las acciones en poder de Symantec Corporation a un precio de alrededor de 530 millones de dólares estadounidenses o 3.4 mil millones de yuanes.